# ロープとリングの事件
『ロープとリングの事件』（ロープとリングのじけん、Case with Ropes and Ringsy ）は、レオ・ブルースによる推理小説。ビーフ巡査部長（シリーズ途中から私立探偵）もの第五長編。

## 物語
英国のパブリックスクール「ペンズハスト校」で、アマチュアボクシング選手の青年が首吊り死体となって発見され、警察は自殺と断定した。疑問を抱いたビーフ巡査部長と作家タウンゼントは、死亡者の父親とスクール校長の了解を得て捜査にかかった　調査が行き詰まりを見せはじめたそのとき、ロンドンの下町でまったく同じような首吊り事件が発生した。

## 主な登場人物
- ビーフ巡査部長 - 本作の主人公で私立探偵。刑事を辞めたのちも「巡査部長」のあだ名で呼ばれる。ダーツとビールが好き。
- ライオネル・タウンゼント - ビーフの相棒。本作の語り手で推理作家。
- ビンセント・タウンゼント - ライオネルの兄。ペンズハスト校の教師。
- ノックス師 - ペンズハスト校の校長で牧師。
- アラン・フォークス - 被害者。エデンブリッジ侯爵の次男。ペンズハスト校の生徒。ボクシング選手。首吊り死体で発見された。
- ハドロー・フォークス - アランの兄。エデンブリッジ侯爵の長男。お金に困っていてアランに無心する。かつて高利貸しへの債務を父に肩代わりしてもらった過去がある。
- エデンブリッジ侯フォークス卿 - アランとハドローの父親。
- ハーバート・ジョーンズ - ペンズハスト校の寮監で元クリケットのスター選手。
- フェリックス・キャスパー - ペンズハスト校の生徒でアランの友人。
- バリチャラン - 同じくペンズハスト校の生徒、アランのボクシング好敵手のインド人留学生。
- スタンレー・ピーチャー - プロボクシング選手。英西の混血で父親はフランコ統治下スペインからの亡命者。彼もまた数日後に、首吊り死体で発見された。
- エイブラハム（エイブ）・グリンバウ - ピーチャーのマネージャー。戦争で片足が義足。
- ジェイムズ（ジミー）・ビーン - ピーチャーの友人。ならず者のごろつき。
- サンフォード（サンディ）・ウォーポール - かなり年上だが、同じくピーチャーの不良仲間。
- スチュート警部 -  ビーフとライオネルと付き合いのあるスコットランドヤードの刑事。

## 提示される謎
- 犯人当て[2]
- 便乗殺人